# Oxalis purpurea

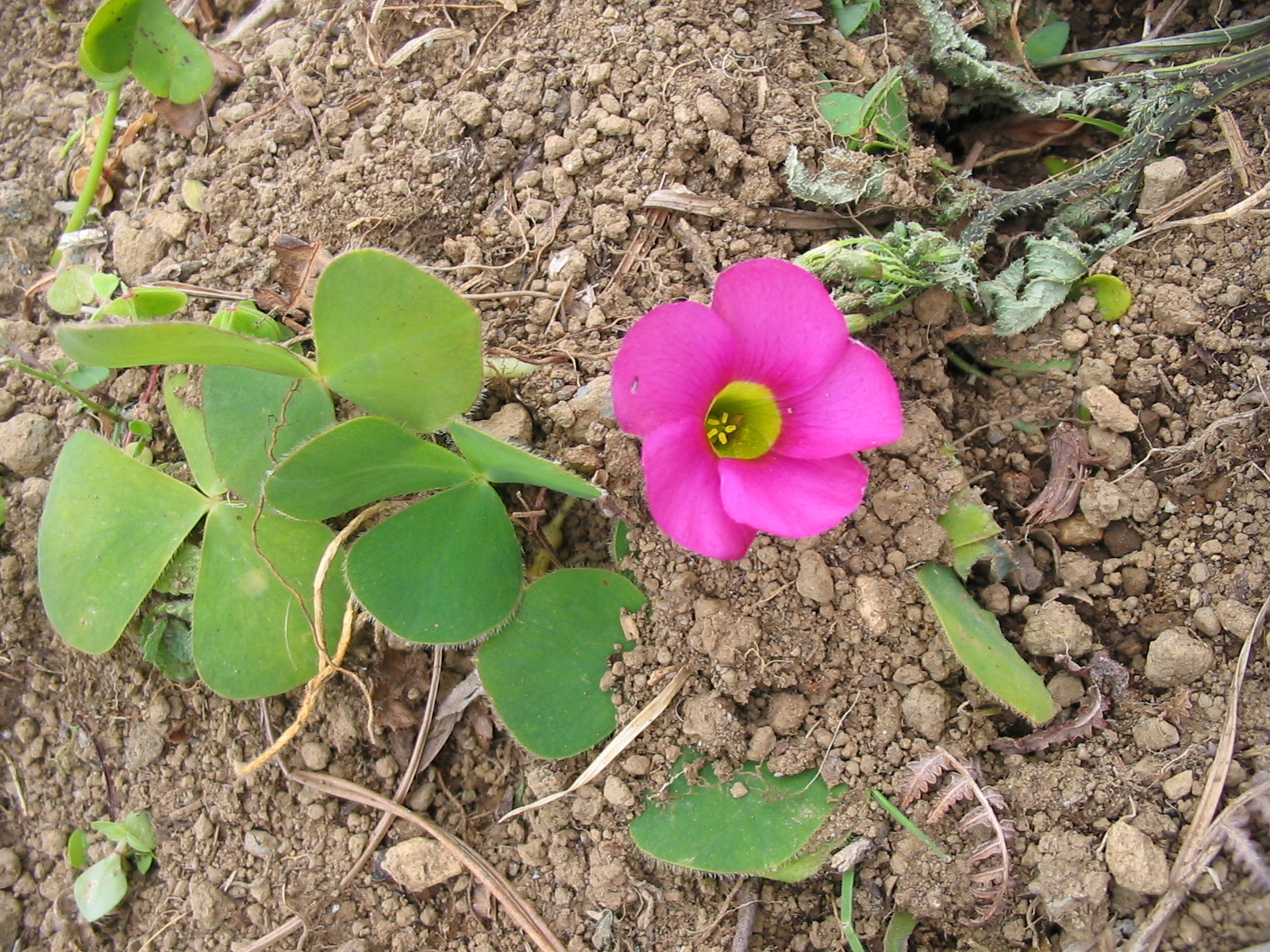
Flor completament oberta

Oxalis purpurea és una espècie de planta amb flor dins la família Oxalidaceae. És una planta nativa de Sud-àfrica però actualment està estesa per gran part del món i sovint considerada una mala herba difícil d'extirpar. També és una planta ornamental. És una herbàcia perenne que disposa de bulbs. Les fulles són compostes de tres folíols pilosos amb formes diverses. Les flors són solitàries i tenen cinc pètals que poden ultrapassar els 2 cm de llargada. La flor pot ser de blanca a rosada o de color porpra vermell.